# Xuân Dương, Thái Nguyên
Xuân Dương là một xã ở phía đông của tỉnh Thái Nguyên, Việt Nam.

## Địa lý
Xã Xuân Dương có vị trí địa lý:
- Phía đông giáp tỉnh Lạng Sơn
- Phía tây giáp xã Tân Kỳ, xã Yên Bình
- Phía nam giáp xã Yên Bình, xã Sảng Mộc và xã Nghinh Tường
- Phía bắc giáp xã Côn Minh.

Xã Xuân Dương có diện tích 160,15 km², dân số năm 2025 là 7.012 người.
Trên địa bàn xã Xuân Dương có tuyến đường DT256, quốc lộ 3B và sông Na Rì.

## Lịch sử
Tháng 6 năm 2025, xã Xuân Dương được thành lập trên cơ sở nhập toàn bộ diện tích tự nhiên, quy mô dân số của xã Xuân Dương (diện tích tự nhiên là 35,69 km², dân số là 2.508 người), xã Đổng Xá (diện tích tự nhiên là 78,79 km², dân số là 3.029 người) và xã Liêm Thủy (diện tích tự nhiên là 45,67 km², dân số là 1.475 người) của huyện Na Rì. Trụ sở làm việc của xã nằm tại xã Xuân Dương cũ.

## Hành chính
Đến năm 2019, xã Xuân Dương có chín thôn là Nà Chang, Nà Tuồng, Bắc Sen, Cốc Càng, Nà Dăm, Thôm Chản, Nà Nhạc, Nà Cai, Khu Chợ.
Xã Đổng Xá có 13 thôn là Nà Thác, Chợ, Chợ Chùa, Khuổi Nà, Nà Quản, Nà Khanh, Nà Cà, Khuổi Cáy, Nặm Giàng, Nà Vạng, Kẹn Cò, Lũng Tao, Khuổi Nạc.
Xã Liêm Thủy có sáu thôn là Bản Cải, Nà Bó, Nà Pì, Lũng Danh, Khuổi Tấy A, Khuổi Tấy B.